# Michał Lach
Michał Lach (ur. 29 sierpnia 1985) – polski siatkarz, grający na pozycji przyjmującego.
Przygodę z piłką siatkową rozpoczynał w Jokerze Piła. Jego pierwszym trenerem był Czesław Kolpy. W 2004 z Kamilem Łyczko wywalczył brązowy medal Mistrzostw Europy w siatkówce plażowej U-20 w Koprze (Słowenia). W sezonie 2005/2006 w barwach pilskiego zespołu zadebiutował w Polskiej Lidze Siatkówki, w której wówczas rozegrał 22 mecze.
W latach 2007–2008 grał w KS Poznań, uczestniczącym w I lidze (zaplecze ekstraklasy), następnie po likwidacji klubu grał w kolejnych sezonach w MKS Orzeł Międzyrzecz AZS-AWF i Joker Piła, aby w 2010 zakończyć karierę sportową.